# Jamkowatość pnia gruszy
Jamkowatość pnia gruszy – choroba gruszy wywoływana przez wirusa Apple stem pitting virus, ASPV).
Wirus ASPV jest rozprzestrzeniony na całym świecie. Wśród roślin uprawnych w Polsce wywołuje choroby: jamkowatość pnia jabłoni, jamkowatość pnia gruszy i żółtaczka nerwów liści gruszy. Nieznany jest żaden wektor przenoszący wirusa ASPV. Przenoszony jest wyłącznie przez materiał używany do okulizacji i szczepienia, w sadzie może rozprzestrzeniać się także przez zrosty korzeniowe. Zapobiega się chorobie poprzez używanie do nasadzeń zdrowych sadzonek, a do szczepienia i okulizacji podkładek, zrazów i oczek pozbawionych wirusów